# Jeanne-Élisabeth Bichier des Âges

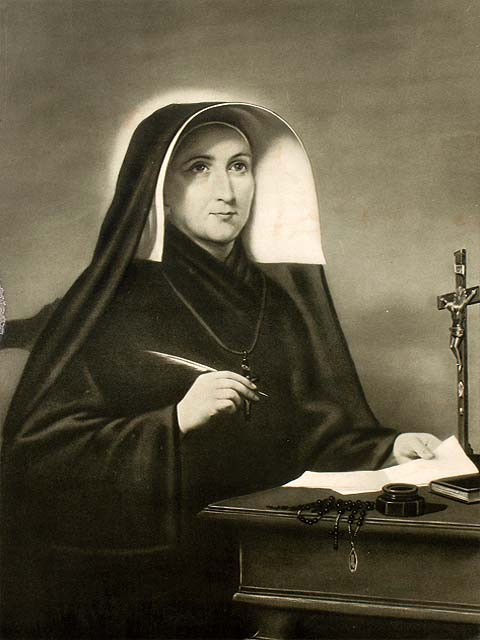
Jeanne-Élisabeth Bichier des Âges

Jeanne-Élisabeth Marie Bichier des Âges (Le Blanc, 5 juli 1773 – La Puye, 26 augustus 1836) was een Frans ordestichtster en is een heilige van de Katholieke Kerk.

## Levensloop
Jeanne-Élisabeth stamde uit een adellijke familie uit Berry. Haar vader was Antoine Bichier, heer van les Âges, en Marie Augier de Moussac. Haar vader stierf in 1792 tijdens de Franse Revolutie. Alle familiebezittingen werden geconfisqueerd en Jeanne-Élisabeth werd met haar moeder gevangengezet in Châteauroux. Samen met haar moeder vocht ze voor hun vrijlating en voor het terugkrijgen van hun bezittingen. In 1796 vestigden de twee zich in het familiegoed in Béthines. Twee jaar later had zij een ontmoeting met priester André Fournet, die een beslissende wending gaf aan haar leven.
Na een verblijf van een jaar in een klooster in Poitiers vormde ze samen met Fournet een kloostergemeenschap in Maillé. In 1807 legde ze samen met haar vier medezusters de eeuwige geloften af. Samen met Fournet stichtte zij de Dochters van het Kruis, ook bekend als de Dochters van Sint-Andreas, die in 1812 werd erkend. Deze congregatie legde zich toe op de ziekenzorg en op het onderwijs van jonge meisjes. De congregatie groeide en het moederhuis verhuisde naar de priorij van La Puye. Zij werd na de dood van Fournet algemeen overste van de congregatie die in 1830 al 63 vestigingen telde. Ze stierf na een ernstig ziekteproces dat bijna een jaar duurde.

## Heiligverklaring
Zij werd op 13 mei 1934 door paus Pius XI zalig verklaard en op 6 juli 1947 door paus Pius XII heilig verklaard. Haar feestdag is op 26 augustus.